# Луцій Кальпурній Пізон (консул)
Луцій Кальпу́рній Пізо́н (34 до н.е. — 24) — політичний діяч ранньої Римської імперії, консул 1 року до н. е.

## Життєпис
Походив з впливового плебейського роду Кальпурнієв. Син Гнея Кальпурнія Пізона, консула 23 року до н. е., та Павли Попілії. З 2 року до н. е. став членом колегії авгурів. У 1 році до н. е. його обрали консулом (разом з Коссом Корнелієм Лентулом). З 4 до 5 року н. е. Пізон займав посаду проконсула провінції Азія. 
У 16 році різко виступив у сенаті з викриттями політичних інтриг, продажності судів та зухвалих обвинувачів, після чого заявив про своє бажання віддалитися від державних справ, проте після особистого звернення Тіберія погодився залишитися. Незабаром після цього Пізон подав до суду на Ургуланію, але та відмовилася з'явитися до суду і вдалася до захисту Лівії Августи, своєї близької подруги. Пізон, однак, не відступився до тих пір, поки належні йому гроші не були виплачені. У 20 році Пізон захищав свого брата Гнея, звинуваченого в образу величі та вбивстві Германіка, втім його захист виявилася безсилим. У 24 році Луцій Пізон в свою чергу був звинувачений Квінтом Гранієм в образі величі римського народу і зберіганні отрути, але суд не відбувся через смерть Пізона.

## Родина
- Дружина — Статілія.
- Діти:

- Луцій Кальпурній Пізон, претор 25 року.
- Кальпурнія